# Black Sabbath - Rock Review
Black Sabbath - Rock Review è un video documentario sulla storia dei Black Sabbath. Esso percorre le varie tappe dell'attività artistica del gruppo di Birmingham, con l'aggiunta di interviste a Tony Iommi e Ozzy Osbourne. Sono presenti, inoltre pareri espressi da altri collaboratori del gruppo come Neil Murray, Glenn Hughes e Bobby Rondinelli; documenti fotografici dei retroscena; rare esibizioni dal 1970 al 1992.